# Veszélyes elemek
A Veszélyes elemek (eredeti cím: Menace II Society) 1993-as amerikai ifjúsági filmdráma, a Hughes testvérek elsőfilmes rendezése. A főszerepben Tyrin Turner, Brandon Hammond és Jada Pinkett Smith látható.
1993. május 26-án mutatták be.

## Cselekmény
Egy fiatal utcai szélhámos megpróbál elmenekülni a gettó szigora és kísértései elől, hogy egy jobb életet találjon.

## Szereplők
- Tyrin Turner – Kaydee "Caine" Lawson
  - Brandon Hammond – Caine 5 évesen
- Jada Pinkett – Ronnie
- Larenz Tate – Kevin "O-Dog" Anderson
- MC Eiht – A-Wax
- Glenn Plummer – James "Pernell" Richards
- Clifton Powell – Chauncey
- Arnold Johnson – Thomas Lawson
- Pooh-Man – Doki
- Julian Roy Doster – Anthony
- Too Short – Lew-Loc
- Khandi Alexander – Karen Lawson
- Vonte Sweet – Sharif Butler
- Bill Duke – nyomozó
- Samuel L. Jackson – Tat Lawson
- Charles S. Dutton – Mr. Butler
- Saafir – Harold Lawson
- Clifton Collins Jr. – Vato
- Ryan Williams – Stacy
- Reginald Ballard – Clyde

## Filmzene
A hiphop zenéket tartalmazó filmzene 1993. május 26-án jelent meg a Jive Records kiadásában. A Billboard 200-as listán a 11. helyen, a Top R&B/Hip-Hop Albums listán pedig az első helyen végzett.

## Médiakiadás
A Veszélyes elemek rendezői változata 1994-ben jelent meg LaserDiscen a The Criterion Collection kiadásában. 2021 augusztusában a Criterion bejelentette, hogy a Veszélyes elemek 5 másik filmmel együtt megjelenik az első 4K Ultra HD kiadásai között. A Criterion jelezte, hogy mindegyik film egy 4K UHD+Blu-ray összeállításban lesz kapható, amely tartalmazza a játékfilm 4K UHD lemezét, valamint a filmet és az extrákat a hozzá tartozó Blu-ray lemezen. A filmek 2021 novemberében jelentek meg.